# 杨氏家庙
杨氏家庙，位于中国广东省潮州市潮安区庵埠镇外文村，为潮州市潮安区文物保护单位，类型为古建筑，公布时间为2006年4月。
杨氏家庙的历史年代为清代。